# Honda CB 750 K (Z)
Die CB 750 K (Z) (Modellreihe RC 01) ist ein Motorrad-Modell des japanischen Fahrzeugherstellers Honda.

## Vorstellung
In Europa wurde sie 1978 auf der IFMA in Köln vorgestellt und kam Ende des Jahres in Deutschland in den Handel. Die „neue CB 750 K“ löste die legendäre CB 750 K Four (K0–K8, mehr als 1 Million Mal verkauft) mit dem SOHC-Motor ab, mit welcher Honda den Motorrad-Markt 1969 revolutionierte (erstes Vierzylinder-Motorrad in Großserie, mit umfangreicher Ausstattung).
Die CB 750 K (Z) war zusammen mit der CB 900 F das erste Serien-Motorrad von Honda mit einem DOHC-Motor, welcher vom Motor der erfolgreichen Honda-Werksmaschine RCB 1000 der 1970er Jahre abgeleitet wurde. Bis Ende 1979 wurden bereits über 36.000 Exemplare der CB 750 K (Z) mit Com-Star-Rädern und Doppel-Scheibenbremse verkauft. Für den amerikanischen Markt war das Modell zunächst mit einer Einscheibenbremse vorne und Speichenrädern erhältlich. Einfach zu erkennen war sie an ihrem 4-in-4-Auspuff, womit sie sich von allen anderen neuen Honda-Modellen unterschied. Die CB 750 K (Z) (RC 01) wird oft einfach als „RC 01“ oder „KZ“ bezeichnet.

## Die Honda-eigene Konkurrenz
Obwohl komplett neu entwickelt, stand die CB 750 K (Z) meist im Schatten der gleichzeitig  neu entwickelten, aber 1500 Mark teureren, großen CB 900 F (Bol d’Or). Während die CB 900 F (Modellreihe SC 01) über ihre schlanke Form die sportliche Charakteristik betonte, kam die CB 750 K (Z) mit dem großen Tank und Chromschutzblechen eher als Tourer daher (und wurde auch entsprechend beworben).

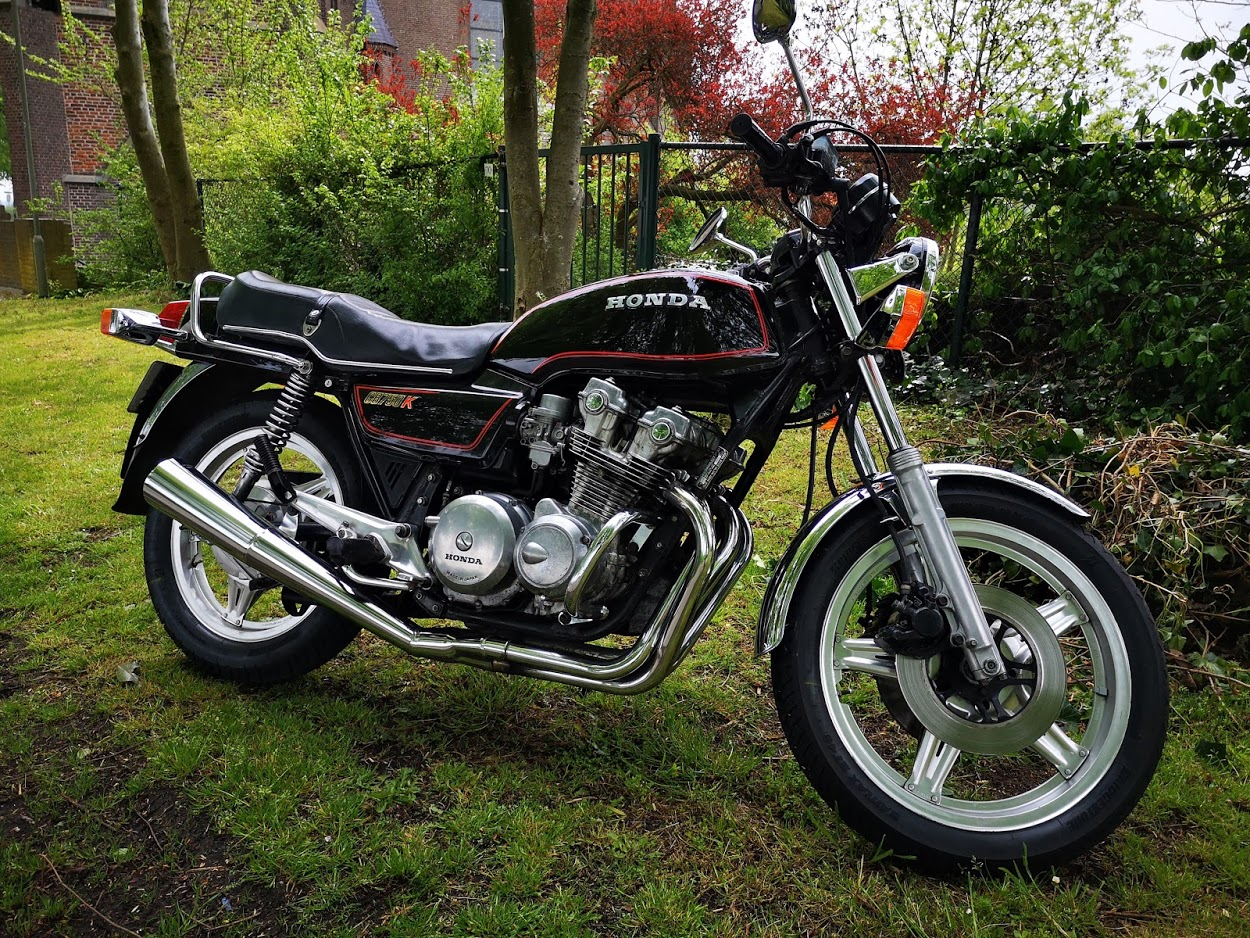
Honda CB750 K (Z), RC01, Bj. 1979

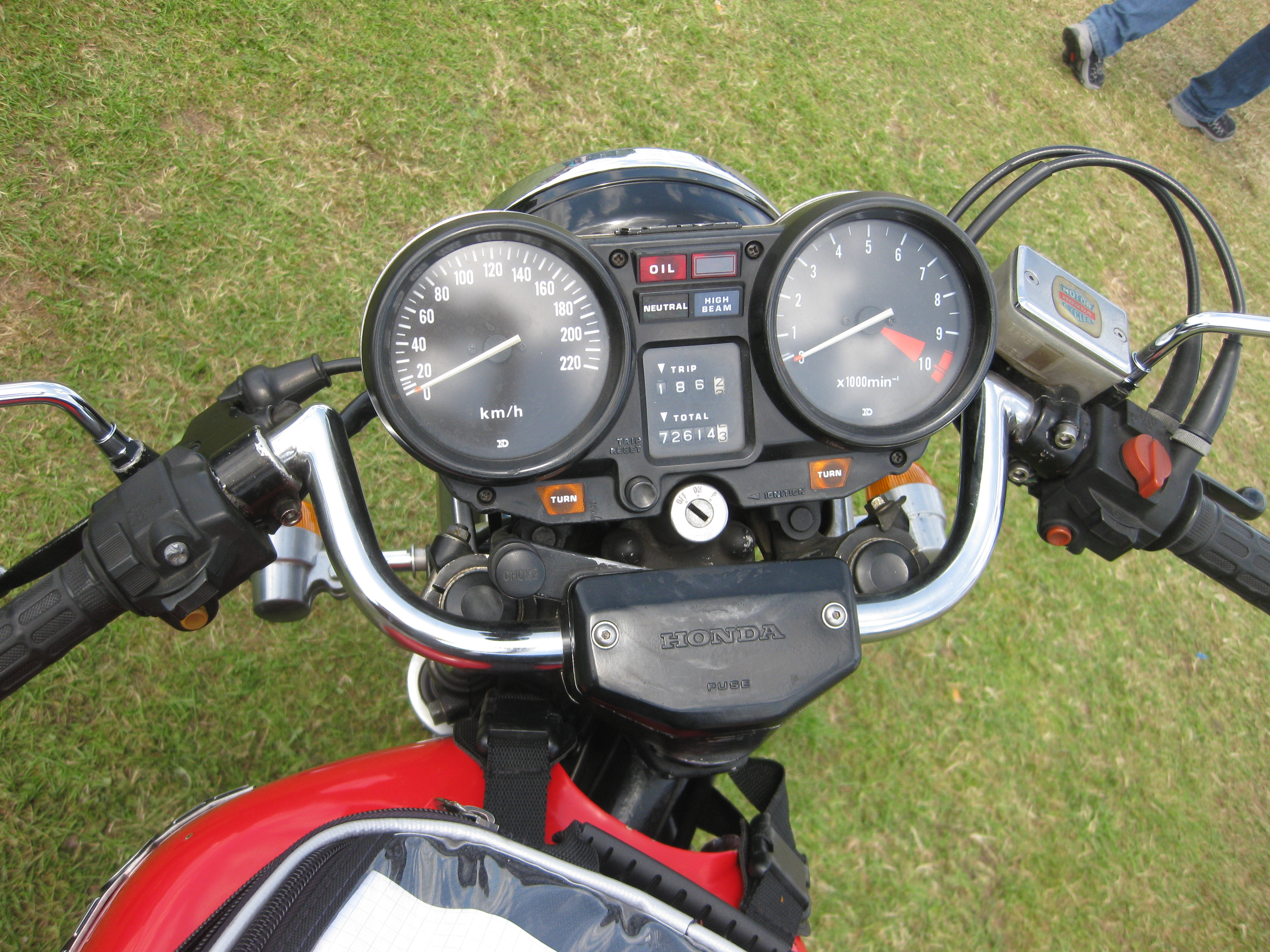
Cockpitansicht der CB 750 K

Für damalige Zeiten wurde beiden Motorrädern gute Fahrleistungen und ein sehr gut abgestimmtes Fahrwerk attestiert, wobei die Trommelbremse am Hinterrad zumindest bei Regen im Vergleich zur Scheibenbremse der CB 900 F besser arbeiten soll. Insgesamt war die CB 750 K (Z) im Vergleich zur CB 900 F kein schlechtes Motorrad, und nicht unbedingt die schlechtere Alternative, was sowohl die Verkaufszahlen als auch zeitgenössische Tests belegen. So wird die CB 750 K (Z) „trotz ihrer aufwändigen Technik“ als „zuverlässig und preiswürdig“ bezeichnet.
In den meisten zeitgenössischen Tests wird die CB 750 K (Z) mit der CB 900 F verglichen, wobei die CB 750 K (Z) sogar durchweg als die bessere Wahl gilt. So wird dem 743-cm³-Motor der CB 750 K (Z) zum Beispiel ein seidenweicher Lauf wie einer Turbine attestiert im Vergleich zu dem der CB 900 F, dem ein besserer Drehmoment-Verlauf bescheinigt wurde. Und auch das Handling soll aufgrund der ziviler abgestimmten Sitzgeometrie besser gewesen sein (die Fußrastenposition, die zu einer gequälten sportlichen Haltung führte, wurde bei beiden Motorrädern bemängelt).
Die sportliche Konkurrenz aus dem eigenen Haus – zunächst in Gestalt der CB 900 F „Bol d’Or“ (SC 01), und später auch durch die CB 750 F „Bol d’Or“ (RC 04) – macht sich besonders heutzutage bemerkbar, da von den vielen DOHC-Modellen der späten 70er und frühen 80er Jahre hauptsächlich die Bol-d’Or-Varianten überlebt haben. Auch wurden viele Exemplare auf das sportlichere Aussehen der Bol d’Or umgebaut, sodass sie (vor allem mit einem anderen Auspuff) als solche nicht mehr einfach als CB 750 K (Z) zu erkennen sind. Die CB 750 K (Z), vor allem mit der damals originalen 4-in-4 Auspuff-Anlage, ist heute so gut wie aus dem Straßenverkehr verschwunden.

## Honda-Werbung für die CB750K(Z)
Zum Zeitpunkt der Einführung bewarb Honda die CB 750 K (Z) als „stärkstes und schnellstes Motorrad ihrer Klasse“ und „der Aussagekraft ihrer vier Rohre“. Die bekannteste Ausführung ist die Lackierung in metallic-blau mit goldenen Zierstreifen, die sehr oft in Print-Werbe-Kampagnen, Tests und Reportagen verwendet wurde.
Die CB 750 K (Z) wurde als sportliches Motorrad mit Touring-Eigenschaften beworben. Neben den sportlichen Eigenschaften der CB 750 K (Z) wurde insbesondere auch die aktive und passive Sicherheit des Motorrads betont. In aktiver Hinsicht wurde insbesondere darauf hingewiesen, dass mehr als 50 Nm bereits bei 4000 1/min anliegen, in passiver Hinsicht wurden die H4-Scheinwerfer, die doppelten Glühlampen im Rücklicht und die Doppelscheibenbremse vorne beworben. Die großen Blinkleuchten vorne und hinten waren ebenfalls nicht zu übersehen.
Honda selbst bewarb (zumindest in einem englischsprachigen Prospekt) die ED-Ausführung (europäischer Markt außer Großbritannien, Deutschland und Frankreich) das Auspuff-System des Motorrads als kein reines 4-in-4-System, sondern ein 4-in-2-in-4 System, was nicht für die deutschen Modelle zutrifft. Ob die Auspuffanlagen unterschiedlich waren oder ein Werbe-Texter sich geirrt hat, bleibt zunächst dahingestellt. Ebenso wurde dieses Modell als „Super Sports Four CB 750 K“ beworben, eine klare Anlehnung an das erfolgreiche Vorgängermodell, die CB 750 Four, und eine Analogie zur neuen CB 900 Super Sport (besser bekannt als CB 900 F).
Die bekanntesten Werbe-Sprüche zur CB 750 K (Z) sind „Ein legendärer Ruf setzt sich fort“ sowie „Die längste 750er-Erfahrung“ und „Supersport plus Reife“.

## Chopperversion

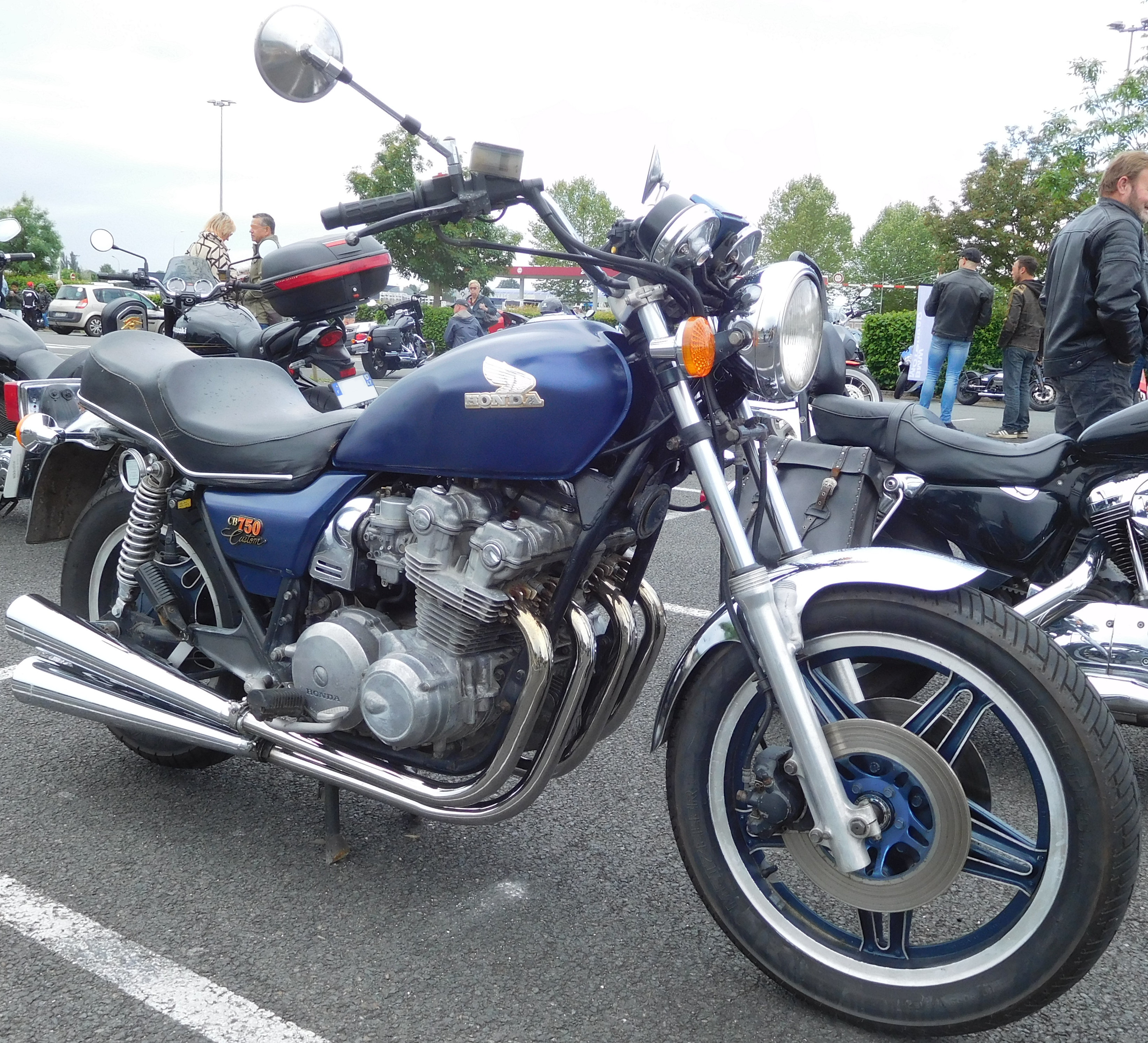
Honda CB 750 Custom

Von 1981 bis 1983 bot Honda die Chopperversion CB 750 C (RC 06) mit dem gleich starken Motor der CB 750 K (Z) an. Sie hatte ebenfalls vier Auspuffrohre, aber in Trichterform.  Mit einem breiteren und höheren Lenker, sowie einer Stufensitzbank, war sie ein Softchopper und in blau oder rot erhältlich.

## Technik

### Allgemein
Motor und Kraftübertragung
- luftgekühlter 4 Zylinder 4-Takt-Motor mit 2 obenliegenden zahnkettengetriebenen Nockenwellen (DOHC, double over head camshaft), 4 Ventile pro Zylinder, über Tassenstößel betätigt
- Leistung: 57 kW (77 PS bei 9.000 min−1), max. Drehmoment 66 Nm bei 7.000 min−1, roter Bereich ab 9.500 min−1 (laut einer Seite im Handbuch darf der Motor in diesem Bereich kurzfristig betrieben werden, laut Einfahrvorschriften auf einer anderen Seite aber auch nach dem Einfahren nie über 9.500 min−1 gedreht werden)
- mittlere Kolbengeschwindigkeit: 2,07 m/s je 1.000 min−1
- Höchstgeschwindigkeiten: 200 km/h (Solo liegend), 187 km/h (Solo sitzend), 179 km/h (mit Sozius)
- 743 cm³ Hubraum bei 62 mm Bohrung und 62 mm Hub
- Verdichtungsverhältnis 9:1
- elektrischer Anlasser
- kontaktlose transistorgesteuerte Batterie-Zündung mit mechanischer Fliehkraft-Verstellung
- Druckumlaufschmierung (Eaton-Trochoid-Pumpe bzw. Zahnringpumpe mit Trochoidenverzahnung)
- 5-fach gleitgelagerte einteilige Stahl-Kurbelwelle
- 4 Keihin-Gleichdruck-Vergaser mit 30 mm Durchmesser
- Mehrscheiben-Kupplung im Ölbad
- klauengeschaltetes 5-Gang-Zahnrad-Getriebe, fußgeschaltet
- Drehstrom-Lichtmaschine (260 Watt bei 5.000 min−1), Akku (12 V/14 Ah)
- 4-in-4 Auspuffanlage
- Primärtrieb über Zahnkette
- Sekundärantrieb über Rollenkette

Fahrwerk
- Doppelschleifen-Stahlrohrrahmen mit einseitig abschraubbarem Unterzug rechts zur Motor-(De-)Montage
- Hinterradschwinge in Kunststoffbuchsen gelagert (ab Ende 1980 Nadellager)
- hydraulisch gedämpfte Telegabel vorn (35 mm Durchmesser)
- 2 hydraulisch gedämpfte Federbeine hinten, Federn 5-fach verstellbar
- Doppelscheibenbremse (275 mm Durchmesser) mit Einkolbensätteln vorne
- Simplex-Trommelbremse (180 mm) hinten
- Comstar-Aluminium-Räder mit schlauchlosen Reifen (3,25-19/4,00-18)
- 20 Liter Stahltank

### Daten und Zahlen
Maße und Mengen
- Länge 2280 mm, Breite 785 mm, Höhe 1130 mm, Sitzhöhe 780 mm, Radstand 1520 mm
- Leergewicht 255 kg (fahrbereit), zul. Gesamtgewicht 430 kg
- Ölmenge: 4,5 Liter Motoröl
- 19,6 Liter Tankinhalt, davon 5,1 Liter Reserve
- mittlerer Verbrauch: 7,3 Liter auf 100 km

Beschleunigung und Geschwindigkeit (für eine Person unbekannten Gewichts)
- 0-40 km/h: 1,5 s
- 0-100 km/h: 4,5 s
- 0-160 km/h: 11,8 s
- 0-180 km/h: 17,8 s

Bauzeit RC 01
- CB 750 K (Z): 1978 bis 1982
- CB 750 K (A) / K (B): 1982 bis 1984

Preise
- Neu-Preis: 7842 D-Mark bei Einführung im Oktober 1978
- Classic-Data-Bewertung 2007: von 800 Euro (Zustand 5) bis 6900 Euro (Zustand 1)
- Straßenpreise: ab 250 Euro

### Schwächen
Nicht verschwiegen werden soll, dass auch die CB 750 K (Z) wie andere Modelle auch ihre Schwächen hat. Dazu gehören unter anderem Startschwierigkeiten (hier hilft es oft, den Sprit aus den Vergasern abzulassen) und das Klappern des Kupplungskorbs (eine Konstruktionsschwäche, welche auch auf die Bol-d’Or-Modelle und die CBX zutrifft und an ausgehärteten Dämpfungsgummis liegt).
Die Auspuffanlage leidet unter starkem Rostbefall, besonders am Übergang zu den jeweils zwei Endtöpfen.

## Ausstattungsvarianten

### Farben
Die CB 750 K (Z) war (laut Honda-Prospekt) in Deutschland in drei Farb-Varianten erhältlich: blau, schwarz und rot. Die blaue Ausführung hatte eine metallic-blaue Lackierung mit goldenen Zierstreifen auf Tank, Seitendeckel und Heckbürzel, die schwarze Ausführung hatte eine schwarze Lackierung mit roten Streifen und die rote Ausführung eine rote Lackierung mit hellroten oder goldenen Streifen. Es hat aber auch Modelle in braun-metallic für den kanadischen Markt gegeben.
| Farbcode  | Honda-Bezeichnung             | Ausführung                                                  |
| --------- | ----------------------------- | ----------------------------------------------------------- |
| R-104C-U  | Candy Muse Red/Candy Burgundy | metallic-dunkelrot mit goldenen Streifen (USA-Markt)        |
| YR-106C-U | Candy Bayard Brown            | metallic-braun mit goldenen Streifen, nur kanadischer Markt |
| PB-107C-U | Candy Tanzanight Blue         | metallic-blau mit goldenen Streifen                         |
| NH-1      | Black                         | schwarz mit roten Streifen                                  |

### Märkte
Insgesamt wurde die CB 750 K (Z) für neun verschiedene Märkte angeboten. Die Unterscheidung liegt in den Zulassungsbestimmungen der einzelnen Ländern/Kontinente sowie der verwendeten Geschwindigkeitsbezeichnung (MPH und km/h):
- CM – kanadischer Markt (andere Vergaser-Version, einziger Markt mit braun-metallic Farb-Variante)
- E – Großbritannien
- F – Frankreich
- G – Deutschland
- ED – Europa (außer Großbritannien, Frankreich, Deutschland)
- SA – Südafrika
- U – Australien
- DK – Rest der Welt mit km/h
- DM – Rest der Welt mit MPH